# Алпийска розалия
Алпийската розалия (Rosalia alpina) наричана още сечко розалия или алпийски сечко е вид бръмбар от сем. Сечковци, срещащ се и в България.

## Общи сведения
- Дължина на тялото: 15 – 38 mm.
- Всеядно животно, среща се по широколистните дървета. Предпочита най-вече бук и бреза, но също и бряст, габър, липа, кестен.

Тялото е издължено и равно, леко извито, покрито с гъсти сини косъмчета. От двете страни на главата са разположени чифт антени, които са по-дълги от самото тяло. Членчетата на антените с удебелени и окосмени краища. Главата е сравнително голяма. По-голямата част от тялото е синкаво до зеленикаво, като има три реда черни напречни ивици по гърба си.
Окраската му се слива с шарката на бука, едно от предпочитаните от сечко розалия дървета, което има защитна функция. Буковият сечко също има защитна окраска, наподобяваща кората на бука, и затова двата вида на пръв поглед много си приличат. Това е пример за конвергентна еволюция. Розалия се отличава, обаче, с по-издълженото си тяло, удебелени крайчета на членчетата на антените, наличието на сини космици по тялото и наличието на три черни петна на всяка елитра вместо две, както е при буковия сечко.

## Разпространение
Среща се в Европа, Крим, Кавказ, Палестина и Сирия. Живее предимно в стари букови гори на височина 500 – 1000 m.

## Начин на живот и хранене
Възрастните са активни от юни до септември. През деня бръмбарите стоят близо до цветя и се хранят с прашец. Издават чуруликащ звук триейки задните си крака и елитрите заедно. След чифтосване, женската полага яйца в пукнатини в кората на бук. Ларвите се хранят с кората и след около три години какавидират на същото място. През пролетта от какавидата излиза възрастното насекомо.

## Култура
Алпийският сечко е основният елемент в логото на българския научен журнал Historia naturalis bulgarica.
Изобразен е на множество пощенски марки, включително българската Scott BG 1335 от 1964 г. с номинал 5 стотинки.